# Cosmosoma melanopera
Cosmosoma melanopera là một loài bướm đêm thuộc phân họ Arctiinae, họ Erebidae.